# Stansträsket
Stansträsket är en sjö i Bodens kommun i Norrbotten och ingår i Piteälvens huvudavrinningsområde. Sjön har en area på 0,26 kvadratkilometer och ligger 174,3 meter över havet. Stansträsket ligger i Piteälven Natura 2000-område.

## Delavrinningsområde
Stansträsket ingår i det delavrinningsområde (732715-172730) som SMHI kallar för Inloppet i Yttre Mjövattnet. Medelhöjden är 250 meter över havet och ytan är 28,64 kvadratkilometer. Det finns inga avrinningsområden uppströms utan avrinningsområdet är högsta punkten. Stockforsälven som avvattnar avrinningsområdet har biflödesordning 3, vilket innebär att vattnet flödar genom totalt 3 vattendrag innan det når havet efter 81 kilometer. Avrinningsområdet består mestadels av skog (81 procent) och sankmarker (12 procent). Avrinningsområdet har 0,26 kvadratkilometer vattenytor vilket ger det en sjöprocent på 0,9 procent.